# بتسویل (آرکانزاس)
بتسویل (آرکانزاس) (به انگلیسی: Batesville, Arkansas) یک شهر در ایالات متحده آمریکا با جمعیت ۱۰٬۲۴۸ نفر است که در آرکانزاس واقع شده‌است.

## موقعیت جغرافیایی
موقعیت جغرافیایی شهرها و مناطق اطراف به شرح زیر است: